# ブルジョワジーの秘かな愉しみ
『ブルジョワジーの秘かな愉しみ』（ブルジョワジーのひそかなたのしみ、フランス語: Le Charme discret de la bourgeoisie）は、1972年のフランスのコメディ映画。監督はルイス・ブニュエル、出演はフェルナンド・レイとポール・フランクールなど。一般階級とは異なる価値観で生きるブルジョワ階級の奇妙な日常をシニカルに描いている。
本作は同年度のアカデミー外国語映画賞を受賞した。

## ストーリー
駐仏ミランダ共和国大使アコスタとその友人のテブノ夫妻は友人セネシャルからディナーに招かれ、セネシャル宅に赴く。しかし、ディナーの日付は明日で、何も用意が出来ていないという。

## キャスト
- ラファエル・アコスタ: フェルナンド・レイ - 駐仏ミランダ共和国大使。
- フランソワ・テブノ: ポール・フランクール（フランス語版） - アコスタの友人。
- シモーヌ・テブノ: デルフィーヌ・セイリグ - フランソワの妻。
- フロランス: ビュル・オジエ - シモーヌの妹。
- アンリ・セネシャル: ジャン＝ピエール・カッセル - アコスタの友人。
- アリス・セネシャル: ステファーヌ・オードラン - アンリの妻。
- 大臣: ミシェル・ピッコリ

## エピソード
ブルジョワたちを演じるのは、ブニュエルの後期作品の常連であるフェルナンド・レイ、『去年マリエンバートで』のデルフィーヌ・セイリグ、クロード・シャブロル監督の当時の妻ステファーヌ・オードラン、ジャック・リヴェット監督のミューズ的存在だったビュル・オジエなど、ヌーヴェルヴァーグに馴染みの深い個性的な俳優たちである。
自宅の夕食会に友人たちを招いておきながら、すっかり約束を忘れていて、いざ客たちが集まっても何の用意もできていなかった、という冒頭の挿話は、製作者のセルジュ・シルベルマンが実際に経験した失敗談に由来する。絶えず邪魔が入って食事ができないというアイデアは、19世紀スペインの劇作家ホセ・ソリーリャの戯曲『ドン・ファン・テノーリオ』からも来ている。劇中の、会食の最中に劇場の幕が上がる夢のエピソードにおいて、劇中劇のセリフはこの戯曲から採られている。
本作がアカデミー外国語映画賞にノミネートされた際、「オスカーがとれると思うか?」という記者たちの質問に対して、ブニュエルは冗談のつもりで「うん大丈夫。向こう様が言ってきた約束の金はちゃんと払ったからね」と答えた。この発言が波紋を呼び、一大疑惑事件にまで発展する。騒ぎは無事収まったが、受賞後、ブニュエルは「アメリカ人はちゃんと約束を守る人たちだよ」と答えた。
劇中でのデルフィーヌ・セイリグの衣裳はジャン・パトゥが担当した。